# 新伟街道
新伟街道是中华人民共和国黑龙江省哈尔滨市平房区下辖的一个街道办事处。

## 行政区划
新伟街道下辖以下村级行政区划单位：
万米社区、公园社区、新星社区和新牧社区。